# Edificio de Correos (Málaga)
El edificio de Correos es un edificio de estilo brutalista situado en el distrito Centro de la ciudad de Málaga (España). Se encuentra situado entre la avenida de la Aurora y la avenida de Andalucía, junto al Guadalmedina, a la altura del puente de Tetuán. Cerca también de la Alameda Principal. Fue sede provincial en Málaga de Correos desde los años 80 hasta 2010, por lo que aún es referido. Data de 1986, cuenta con 62,30 metros de altura, tres plantas en la base y nueve en la torre. La empresa promotora fue Cubiertas y Mzov. Su tamaño en comparación a otras estructuras de alrededor y su singular figura lo convierten en uno de los edificios más reconocibles del paisaje de la zona Centro de la ciudad. 
En la actualidad el edificio se encuentra en desuso aunque se proyecta su futura transformación en un hotel de cinco estrellas que contaría también con una pequeña galería comercial de gran lujo.

## Características
Inaugurado en 1986 se trata de un edificio de estilo brutalista diseñado por los arquitectos José Luis González y Juan Salabert y la empresa promotora fue Cubiertas y Mzov destinado a albergar la sede provincial de Correos. Dispone de 17.000 metros cuadrados y consta de tres plantas en la base inferior y nueve plantas en la torre. La altura total del edificio es de 62.3 metros.

## Historia

### Sede de Correos
Fue construido en 1980 e inaugurado en 1986 y vino a sustituir como sede central provincial de Correos a la Antigua Casa Central de Correos y Telégrafos (construido entre 1917 y 1925), actual Rectorado de la UMA. Los arquitectos encargados del proyecto fueron José Luis González y Juan Salabert. Acogió a sus más de 300 empleados a lo largo de sus décadas de historia, hasta que en 2010 el gobierno de España presidido por José Luis Rodríguez Zapatero se lo cede a la Junta de Andalucía como pago de la deuda histórica del Estado con la autonomía. En aquel momento el solar estaba valorado en 30 millones de euros. La Junta de Andalucía abandonó el edificio tapando su fachada con una malla y sin darle ningún uso, abandonado su cuidado y mantenimiento y provocando, por tanto, su progresivo deterioro.

### Proyectos de rehabilitación
En los años sucesivos se notificaron casos de robos de equipamiento y de okupas. En el año 2020 la Junta firmó la venta del edificio al magnate petrolero israelí Haim Tsuff por 23,5 millones de euros. Ese mismo año dos youtubers dedicados al parkour ascendieron a lo alto del edificio, contra los cuales se tomaron acciones legales. En 2023 hubo proyectos para transformar el edificio en un hotel de cinco estrellas o incluso de gran lujo que sin embargo se enfrentó a varios problemas judiciales. Algunas de las posibles empresas hoteleras interesadas en el edificio de Correos son Four Seasons, Mandarín, Shangri-la o Ritz-Carlon.

## Polémicas
En 2021 el ayuntamiento de Málaga expedientó al dueño del edificio por colgar una pancarta del Frente Obrero contra el entonces ministro Alberto Garzón, incumpliendo una ordenanza municipal sobre publicidad.